# Elaphoidella millennii
Elaphoidella millennii is een eenoogkreeftjessoort uit de familie van de Canthocamptidae. De wetenschappelijke naam van de soort is voor het eerst geldig gepubliceerd in 2009 door Brancelj.